# Козловская поселковая община
Козловская поселковая община (укр. Козлівська селищна громада) — территориальная община в Тернопольском районе Тернопольской области Украины.
Административный центр — посёлок Козлов.
Население составляет 4473 человека. Площадь — 94,5 км².
В соответствии с распоряжением Кабинета Министров Украины от 12 июня 2020 года, в состав общины вошла территория Козловского поселкового совета, а также Покропивнянского, Слободковского и Тауровского сельских советов упразднённого Козовского района.

## Населённые пункты
В состав общины входят 1 посёлок и 4 села:
- Посёлок Козлов
  - Дмуховцы
- Покропивнянский старостинский округ:
  - Покропивная
- Слободковский старостинский округ:
  - Слободка
- Тауровский старостинский округ:
  - Тауров